# Pfarrkirche Peter und Paul (Mauren)

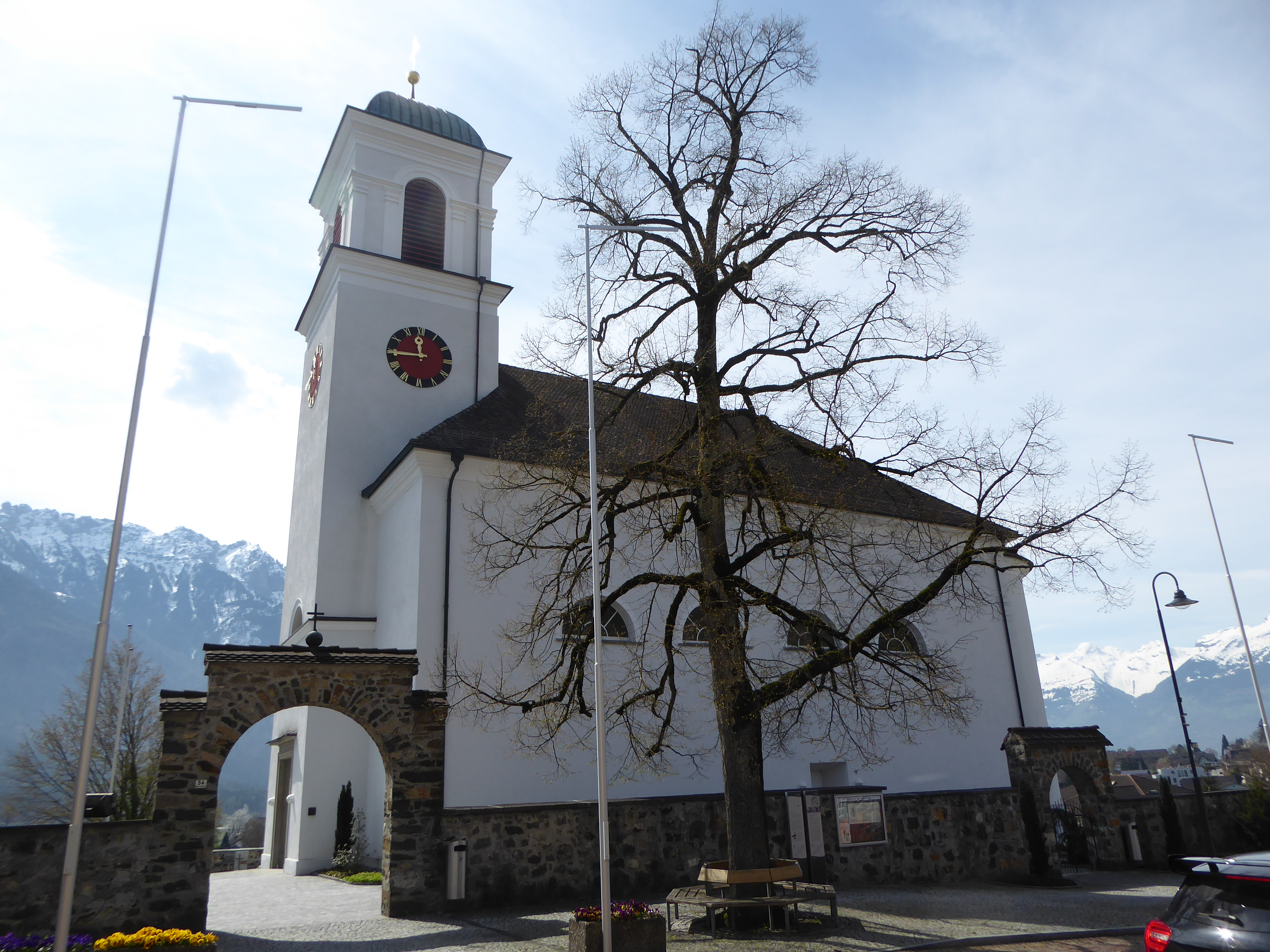
St. Peter und Paul, Mauren

Die Pfarrkirche Peter und Paul in Mauren im Wahlkreis Unterland von Liechtenstein ist das römisch-katholische Kirchengebäude der gleichnamigen Pfarrgemeinde, die Teil des Erzbistums Vaduz ist.

## Geschichte

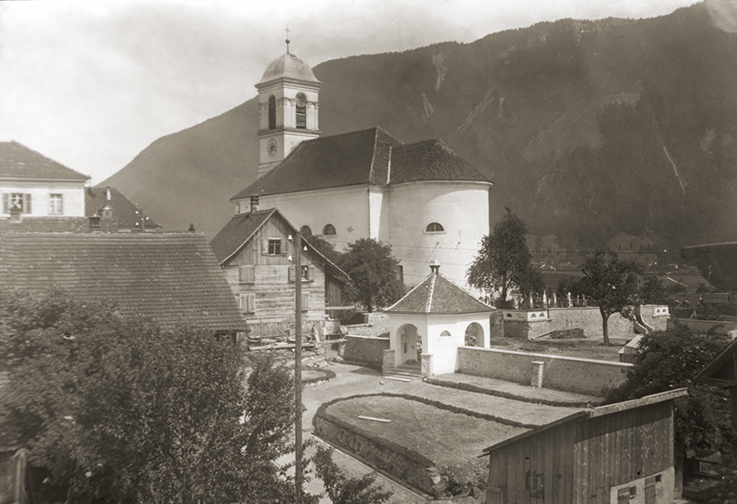
Maurener Kirche 1922

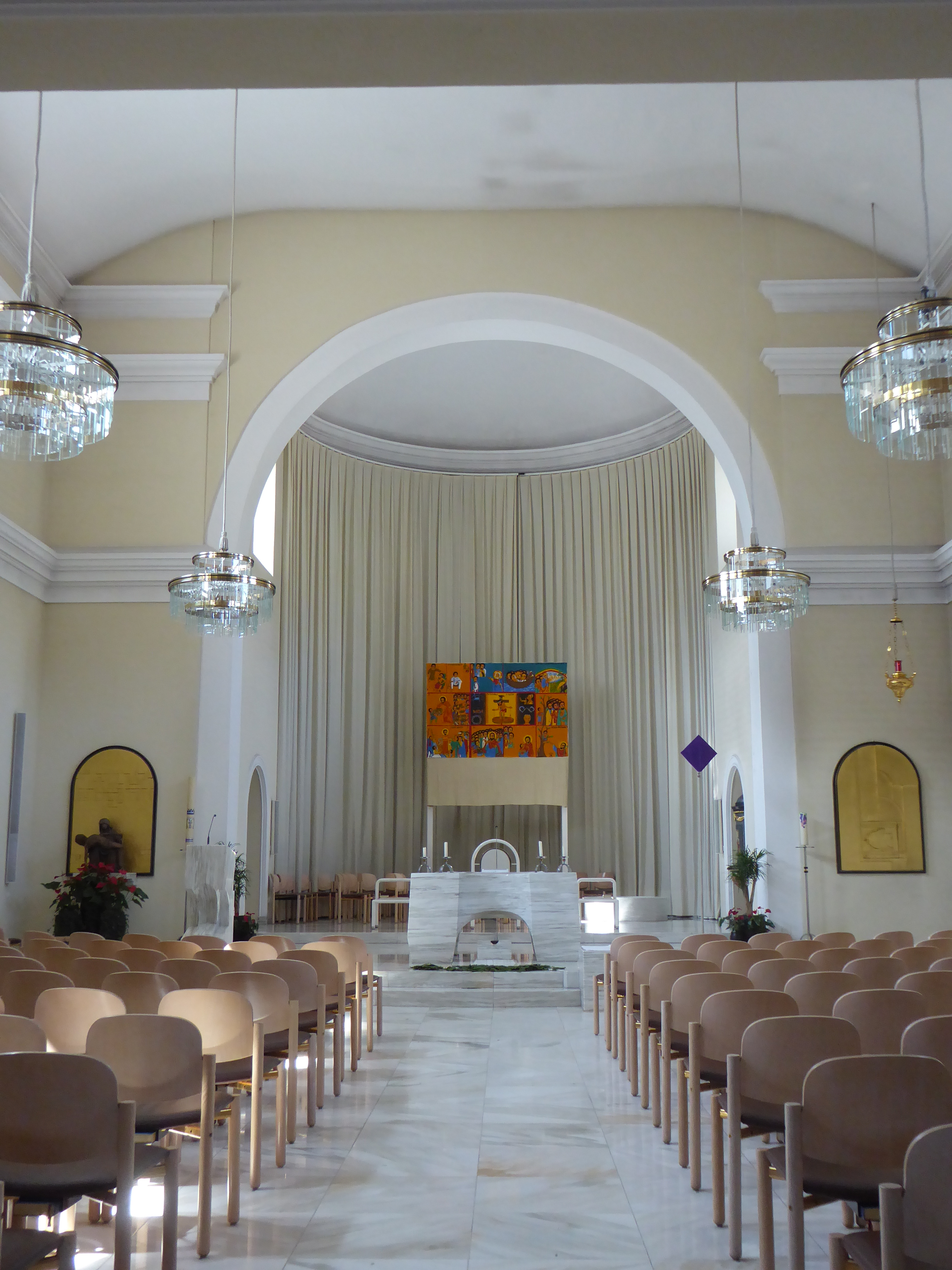
Pfarrkirche innen

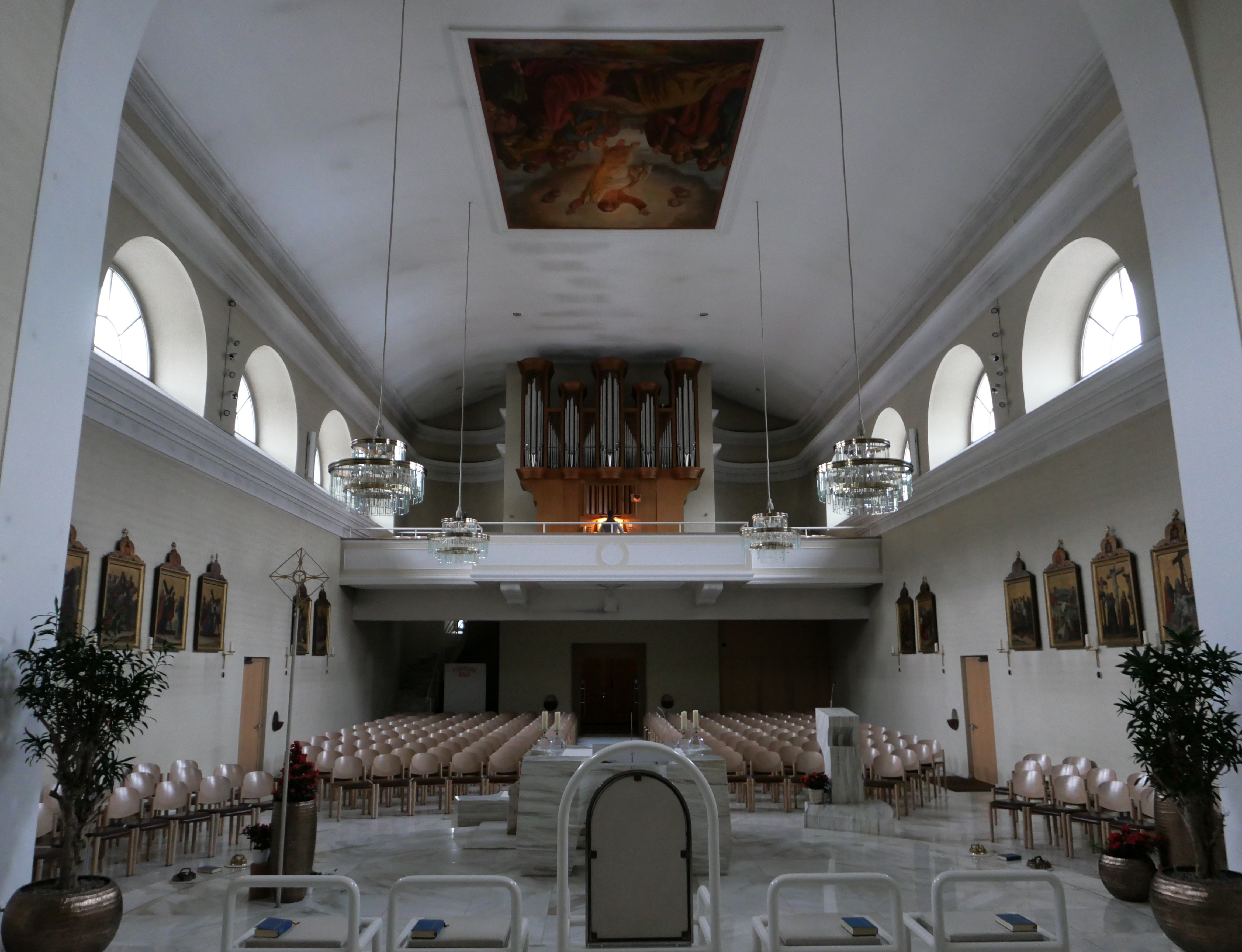
Blick zur Orgelempore

Um 1295 wird erstmals eine Kirche in Mauren erwähnt. Zwischen 1000 und 1300 wurde eine Saalkirche mit Kirchturm und Apsis erbaut, die aber eine Vorgängerkirche aus dem 8. Jahrhundert gehabt haben dürfte. Um 1500 wurde die Kirche im gotischen Stil umgebaut und vergrößert. 1842 wurde sie abgetragen, um einem neuen Kirchenbau nach Plänen von Laurenz Vogel im Stil des Klassizismus Platz zu machen, der 1843 fertig gestellt war und 1846 geweiht wurde.
1904 malte Florus Scheel die Kirche im neogotischen Stil aus. Diese Malereien wurden bei einer Renovierung 1948–49 wieder entfernt, während das ältere Deckengemälde des Malers Kaspar Kögler von 1863 erhalten blieb. Fresken im Chor von Martin Häusle sind heute hinter einem Vorhang verborgen.
Bei der Renovierung 1986–88 wurde der Innenraum von dem Maurener Künstler Georg Malin einheitlich neu gestaltet.

## Beschreibung
Die Kirche ist nach Westen ausgerichtet, wo eine eingezogene halbrunde Apsis an den mit einem Walmdach gedeckten Kirchensaal anschließt. Der Turm auf der anderen Seite mit geschwungener Haube ist mittig in das Kirchenschiff eingeschnitten.
Der Kirchensaal ist hell gestrichen und von hoch sitzenden lünettenförmigen Fenstern natürlich belichtet. Der Raum ist auf den Chor ausgerichtet, dessen halbrunder Abschluss von einem weissen Vorhang bedeckt ist. Der Altar ist wie Taufbecken und Ambo aus Carrara-Marmor gefertigt und wurde von Georg Malin entworfen. Ältere Kunstwerke in der Kirche sind eine Pietà von 1470/80 und ein gotisches Kruzifix aus der Zeit um 1520. Die Kirchenbänke wurden entfernt zu Gunsten von flexibel einsetzbaren Stühlen.
Die Orgel auf der Empore wurde 1974 von der Werkstatt Mathis Orgelbau eingebaut. Sie verfügt über 18 Register auf zwei Manualen und Pedal.
Im Kirchturm hängt ein sechsstimmiges Glockengeläut. Die Glocken c' und f' wurden 1929 von der Glockengießerei Grassmayr (Innsbruck) gegossen, die anderen bereits 1857/1860 von der Glockengießerei Grassmayr (Feldkirch).
| Glocke | Widmung                     | Gussjahr | Gewicht | Schlagton |
| ------ | --------------------------- | -------- | ------- | --------- |
| 1      | Hl. Herz Jesu               | 1929     | 2460 kg | c′        |
| 2      | Hl. Peter und Paul          | 1860     | 1425 kg | es′       |
| 3      | Hl. Theresia vom Kinde Jesu | 1929     | 994 kg  | f′        |
| 4      | Hl. Jungfrau Maria          | 1857     | 721 kg  | g′        |
| 5      | Hl. Josef                   | 1860     | 426 kg  | b′        |
| 6      | Hl. Bischof Martinus        | 1860     | 182 kg  | es″       |

## Nachweise
1. ↑  Website Mathis Orgelbau
2. ↑  Herrmann, Bern 2007, S. 207

Koordinaten: 47° 13′ 12,8″ N, 9° 32′ 36,8″ O; CH1903: 759418 / 232060